# 湯山駅
湯山駅（とうさんえき）は、中華人民共和国江蘇省南京市江寧区湯山街道にある、南京地下鉄S6号線の駅である。

## 駅名
駅名については、事業着手当初は南京地下鉄集団は「湯山鎮駅」の仮称を用いており、2020年7月2日に「湯泉湖駅」を駅名として第一次公示され、2020年8月17日に駅名が「湯山駅」に決定したことが発表された。

## 歴史
- 2021年12月28日S6号線の駅として開業。

## 駅構造
島式ホーム1面2線の地下2層構造の駅である。
| 地下1階 | コンコース                 | 改札口、自動券売機、サービスセンター、駅商店、駅警備室、セキュリティ |  |
| 地下2階 | ●S6号線                    | 長巷 行き（南京猿人洞・麒麟門・馬群 方面）                           |  |
|         | 島式ホーム、左側の扉が開く |                                                                      |  |
|         | ●S6号線                    | 茅山 行き（泉都大街・句容 方面）                                     |  |

### のりば
| 番線 | 路線             | 方面                          | 行先     |
| ---- | ---------------- | ----------------------------- | -------- |
|      | 南京地下鉄S6号線 | 南京猿人洞・麒麟門・馬群 方面 | 長巷行き |
|      | 南京地下鉄S6号線 | 泉都大街・句容 方面           | 茅山行き |

## 駅周辺
- 湯泉湖
- 江蘇省工人湯山療養院
- 金烏温泉公園

## 隣の駅
南京地下鉄
■S6号線
南京猿人洞駅- 湯山駅 - 泉都大街駅